# Velgošti
Velgošti (in macedone: Велгошти) è un villaggio vicino a Ocrida, nella Macedonia del Nord.